# Уайр (река)
Уайр (англ. River Wyre) — река в Англии, протекает по территории Ланкашира. Площадь водосборного бассейна — 450 км². Длина реки — около 45 км.
Начинается из родников в местности Уард-Стон на высоте 560 м над уровнем моря. В верховьях течёт по гористой местности возвышенности Форест-оф-Боуленд, сложенной породами каменноугольного периода. Направление течения сначала западное, потом — южное; далее, от Каттеролла, река течёт на запад, а в низовьях поворачивает на север. Впадая в залив Моркам Ирландского моря, образует эстуарий протяжённостью 18,3 км. Устье находится между городами Флитвуд и Нот-Энд-он-Си.
Основные притоки — реки Калдер, Брок и ручьи Гриздейл, Бартон и Вудпламптон.
В бассейне реки в среднем выпадает от менее чем 1000 мм осадков в год на равнинной местности до 1800 мм в горах. Расход воды в Гарстанге — 3,5 м³/с, в Сент-Майкле — 7 м³/с.
Река имеет статус объекта биологического наследия графства Ланкашир (County Biological Heritage Site).
Название реки, возможно, означает «извилистая река» на кельтском языке.